# Baragoi
Baragoi è un centro abitato del Kenya situato nella contea di Samburu, nella Rift Valley.